# Llinatge dels Cardona

Escut d'armes dels Cardona. De gules, tres cards d'or.

El llinatge dels Cardona va ser una família nobiliària d'origen català, la segona en importància del Principat de Catalunya i també de la Corona d'Aragó, després de la família reial.

## Llinatge
La tradició, no documentada, situa els orígens de la casa de Cardona, per línia femenina, a partir d'una germana de Carlemany, Argència, casada amb Folc d'Anjou. Aquesta afirmació s'emmarca en el context del desig d'enaltir la família que tingué lloc, especialment, al segle xvii, per part dels arxivers i historiadors a sou de la nissaga, i més exactament, per part de Bernardo José Llobet, primer genealògeg oficial dels Cardona.
Però és en realitat a inicis del segle x quan els Cardona entren en l'escenari de la història documentada. La família ocupà el càrrec de vescomtes d'Osona, des del 911 almenys, quan el vescomte Ermemir I apareix mencionat per primera vegada al testament del comte Guifré II de Barcelona, qui el nomena entre els seus marmessors testamentaris. El 986, el comte de Barcelona Borrell II va reedificar Cardona i va posar els seus habitants sota el patrocini del vescomte Ermemir II, net d'Ermemir I, fill de Guadall I i germà del vescomte Ramon I i d'Arnulf (bisbe de Vic) i figura notable del seu temps, conseller del comte Ramon Borrell i amic de Gerbert d'Orlhac, el futur Silvestre II, el papa de l'any 1000.
Des de la seva primera aparició documentada, els vescomtes d'Osona-Cardona juguen un determinant paper en la política catalana. Els seus noms apareixen sovint acompanyant als comtes de Barcelona en compres, vendes, plets i donacions que els comtes fan a Osona. El càrrec vescomtal d'Osona-Cardona és, des del 911 un títol associat a la sang d'una mateixa parentela.
Des de la generació del vescomte Guadall I, fins a la de Ramon Folc I sempre hi haurà un vescomte que tingui un germà assegut a una càtedra episcopal catalana. Així, Guisad I d'Urgell era germà del vescomte Guadall I, igual que el bisbe Arnulf de Vic ho era dels vescomtes Ermemir II i Ramon I, que el bisbe Eribau d'Urgell o era dels vescomtes Bermond I i Folc I, o que Ramon Folc I i el bisbe Folc II, també germans. El costum successori de la família durant aquestes primeres quatre generacions ha estat ben estudiat: es tracta d'un sistema de successió on els germans de la mateixa generació succeeixen als seus germans majors en el càrrec vescomtal, quedant el matrimoni reservat pel darrer hereu, qui és el que transmet, finalment, el càrrec i la totalitat de l'herència als seus successors. Aquest sistema permeté als Cardona incrementar de forma acumulativa el seu patrimoni territorial a la Catalunya Central. Ja al segle xi aquest patrimoni s'organitzava al voltant de tres nuclis patrimonials: el nord del comtat d'Osona, la vila de Cardona i el seu territori d'influència, i els castells frontalers ubicats a les dues bandes del riu Anoia. L'administració d'aquest patrimoni implicà la necessitat de desenvolupar estratègies d'organització vinculant la gestió dels castells a famílies de fidels. El 1054 el vescomte Ramon Folc I anomenava ja una llista de "omnes meos castellanos" al seu primer testament conegut. Entre 1054 i 1086 el mateix vescomte organitza un quart nucli patrimonial al voltant del castell de Maldà. Quan finà el 1086 els Cardona senyoregen sobre més de 25 castells repartits entre aquests 4 espais patrimonials.
Entre el segle xi i el xv, els Cardona –vescomtes, comtes i ducs–, descendents dels primitius vescomtes d'Osona, varen donar al país guerrers i almiralls, erudits, abats, bisbes i cardenals de la cúria romana, diplomàtics i consellers reials.
Els vescomtes d'Osona-Cardona tenien importants castells com el de Tagamanent, el Brull, Savassona -residència de la família-, Rupit i Casserres. La vinculació dels Cardona amb el monestir de Sant Pere de Casserres és molt estreta. Començant amb la intervenció de les vescomtesses d'Osona, Ermetruit i Eugòncia, la majoria de dones de la família Cardona el van protegir i foren enterrades en aquest monestir, construït damunt l'aigua. Almodis de Barcelona, dona de Bernat Amat i filla del comte Ramon Berenguer II de Barcelona, és la darrera dama de Cardona que hi reposa, l'any 1131. El seu fill, Ramon Folc II, serà l'últim vescomte de Cardona que s'hi enterra, el 1150.
La seva bona relació amb els comtats pirinencs (Urgell, Pallars, Castellbò) amb qui els unien vincles de sang, els va portar a fer, tradicionalment, un paper de mitjancer entre la Corona i els comtats de la Catalunya occidental, evitant molts conflictes, però aprofitant també les contínues disputes a l'interior de les nissagues comtals per incrementar el seu poder patrimonial. Aquest rol i el poder econòmic procedent del seu patrimoni ingent i del control sobre les mines de sal cardonines, aixecà als Cardona a un rol determinant i els donà influència cabdal a l'edat mitjana.
La casa de Cardona va ser l'única de les nissagues de l'antiga alta noblesa que superaria la profunda crisi econòmica i política que a l'edat mitjana tardana va abatre's damunt aquesta classe social i són l'única nissaga catalana que ostenta el títol de Gran d'Espanya.
Al segle xii, data en què l'explotació de la sal de Cardona representava una considerable font de riquesa, la influència de la casa no deixa d'augmentar. Bernat Amat de Cardona olim Bernat Amat de Claramunt (de la nissaga dels Claramunt del Castell de Claramunt) va ser un dels magnats que acompanyà el comte de Barcelona, Ramon Berenguer III -de qui era cunyat- a les Balears, l'any 1114. En aquesta època la nissaga donà un cardenal a Roma. Es tracta de Pere de Cardona, cardenal de Sancti Laurenti in Damaso, documentat entre 1150 i 1185. Els arxius secrets vaticans custodien documents que el mencionen repetidament a partir de 1169. El net de Ramon Folc II, Guillem I de Cardona, lluità contra els croats de Montfort a Occitània i va formar part del consell de regència de Jaume I, quan aquest va ser menor d'edat.
La seva influència política i econòmica i la implicació constant en els temes de la corona, els fa passar de vescomtes a comtes de Cardona en el segle xiv, privilegi donat per Pere el Cerimoniós, i de comtes a ducs de Cardona un segle més tard, privilegi concedit pels Reis Catòlics a Joan Ramon Folc IV de Cardona, casat amb la tia del rei Ferran el Catòlic.
Entre els personatges de la família destaca també Pere de Cardona (?-Alcover, 1530), bisbe d'Urgell, arquebisbe de Tarragona, President de la Generalitat de Catalunya i virrei de Catalunya.
La família va tenir diverses ramificacions, entre les quals destaquen la siciliana dels vescomtes de Mazzarone (fundada per Ramon de Cardona i d'Empúries, fill de Ramon Folc V de Cardona); la dels senyors de Torà (fundada per Bernat Amat de Cardona-Claramunt i Empúries, germà de l'anterior); la dels senyors de Bellpuig, ducs de Somma i Sesa, barons de Calonge i comtes de Palamós (fundada per Hug de Cardona-Anglesola i de Luna, fill d'Hug II de Cardona); i la dels Cardona-Borja, que ostentaren el marquesat de Castellnou i alguns d'ells fins i tot arribaren a ser prínceps del Sacre Imperi Germànic.
La falta de successió masculina i els enllaços matrimonials que es produeixen al segle xvi els entronquen amb famílies castellanes i el ducat de Cardona s'integrà en el ducat de Sogorb i, més tard, en el ducat de Medinaceli, fins a l'any 1949 quan Luis Jesús Fernández de Córdoba y Salabert, XVII duc de Medinaceli cedí en vida el ducat de Cardona a la seva filla Casilda Fernández de Córdoba y Rey que es convertí en la XX duquessa de Cardona. A la mort d'aquesta el 1998 va heretar el títol la seva filla Casilda-Ghisla Guerrero-Burgos y Fernández de Córdoba, XXI duquessa de Cardona i Gran d'Espanya. D'aquesta manera el ducat de Cardona deixà d'estar lligat al ducat de Medinaceli.